# Erica accommodata
Erica accommodata är en ljungväxtart som beskrevs av Johann Friedrich Klotzsch och George Bentham. Erica accommodata ingår i släktet klockljungssläktet, och familjen ljungväxter. Utöver nominatformen finns också underarten E. a. subviscidula.